# 二十張犁
二十張犁，是台灣新竹市東區的一個傳統地域名稱，位於該區北部。相較於今日行政區，其範圍大致與水源里相近。

## 歷史
台灣清治末期至日治前期，二十張犁地區為一街庄，稱為「二十張犁庄」，隸屬於竹北一堡。該庄東北隔頭前溪與斗崙庄、鹿場庄為界，東南與九甲埔庄相鄰，西南邊為東勢庄，西北邊為溪埔仔庄。
1901年（日治明治三十四年）11月，全台廢縣廳改設二十廳，該庄隸屬於新竹廳。1909年（明治四十二年）10月，合併二十廳為十二廳，該庄隸屬不變。1920年（大正九年），廢十二廳改設五州二廳，該庄改制為「二十張犁」大字，隸屬於新竹州新竹郡六家庄，大字下有「二十張犁」、「溪洲子」小字名。1941年，該地與九甲埔改劃入新竹市。
戰後新竹市改制為省轄市，大字亦改制為里。1950年新竹縣市合併後拆分為桃、竹、苗三縣，新竹市縮減轄區並降為新竹縣縣轄市，本地區仍屬之。1982年7月，新竹市再度升格為省轄市。

## 聚落
本地區發展較早的聚落有二十張犁、溪州仔等，後來發展而成的主要新興聚落為溪州。

## 交通
台鐵縱貫線是台灣西部鐵路幹線，大致以北北東—南南西走向轉東北—西南走向經過二十張犁地區西部，境內未設站，但北新竹車站即在西南邊不遠處。該站屬簡易站，僅停靠區間車。乘客可至新竹車站轉搭自強號、莒光號等高級列車快速前往南北各地。
台鐵內灣線是新竹至內灣的鐵路，大致以西北—東南走向經過本地區西南部，境內未設站。西側最新是北新竹車站，東側最近的是位於東南邊界地帶的千甲車站。乘客可由內灣線往東至竹中車站轉六家線前往六家車站，在緊臨的高鐵新竹站轉搭高鐵快速前往全台各地；亦可續走內灣線前往竹東、內灣等地。
省道台1線又稱「縱貫公路」，是台北至屏東楓港的傳統幹道，大致以北北東—南南西走向轉橫向經過本地區西北部邊界地帶，向北可前往竹北、新豐、楊梅等地，向西可繞過新竹市中心前往香山、頭份、後龍等地。
省道台68線即「東西向快速公路－南寮竹東線」，大致以西北—東南走向經過二十張犁地區東北部的頭前溪南岸地帶，在本地區西北部邊界省道台1線交會處設有新竹二交流道，由此可快速前往頭前溪下游南岸各地，亦可在芎林交流道下平面道路，再前往國道3號。

## 學校
- 水源國小

## 公園
- 頭前溪河濱公園